# Gran Premi d'Itàlia del 2020
El Gran Premi d'Itàlia del 2020 (oficialment anomenat Formula 1 Gran Premio Heineken d'Italia 2020) va ser la vuitena prova de la temporada 2020 de Fórmula 1. Va tenir lloc a l'Autodromo Nazionale di Monza, a Monza, Itàlia, del 4 al 6 de setembre del 2020.

## Resultats

### Qualificació
| Pos.                     | No. | Pilot              | Constructor               | Temps    | Temps    | Temps    | Graella |
| Pos.                     | No. | Pilot              | Constructor               | Q1       | Q2       | Q3       | Graella |
| ------------------------ | --- | ------------------ | ------------------------- | -------- | -------- | -------- | ------- |
| 1                        | 44  | Lewis Hamilton     | Mercedes                  | 1:19.514 | 1:19.092 | 1:18.887 | 1       |
| 2                        | 77  | Valtteri Bottas    | Mercedes                  | 1:19.786 | 1:18.952 | 1:18.956 | 2       |
| 3                        | 55  | Carlos Sainz       | McLaren-Renault           | 1:20.099 | 1:19.705 | 1:19.695 | 3       |
| 4                        | 11  | Sergio Pérez       | Racing Point-BWT Mercedes | 1:20.048 | 1:19.718 | 1:19.720 | 4       |
| 5                        | 33  | Max Verstappen     | Red Bull Racing-Honda     | 1:20.193 | 1:19.780 | 1:19.795 | 5       |
| 6                        | 4   | Lando Norris       | McLaren-Renault           | 1:20.344 | 1:19.962 | 1:19.820 | 6       |
| 7                        | 3   | Daniel Ricciardo   | Renault                   | 1:20.548 | 1:20.031 | 1:19.864 | 7       |
| 8                        | 18  | Lance Stroll       | Racing Point-BWT Mercedes | 1:20.400 | 1:19.924 | 1:20.049 | 8       |
| 9                        | 23  | Alexander Albon    | Red Bull Racing-Honda     | 1:21.104 | 1:20.064 | 1:20.090 | 9       |
| 10                       | 10  | Pierre Gasly       | AlphaTauri-Honda          | 1:20.145 | 1:19.909 | 1:20.177 | 10      |
| 11                       | 26  | Daniil Kvyat       | AlphaTauri-Honda          | 1:20.307 | 1:20.169 | N/A      | 11      |
| 12                       | 31  | Esteban Ocon       | Renault                   | 1:20.747 | 1:20.234 | N/A      | 12      |
| 13                       | 16  | Charles Leclerc    | Ferrari                   | 1:20.443 | 1:20.273 | N/A      | 13      |
| 14                       | 7   | Kimi Räikkönen     | Alfa Romeo Racing-Ferrari | 1:21.010 | 1:20.926 | N/A      | 14      |
| 15                       | 20  | Kevin Magnussen    | Haas-Ferrari              | 1:20.869 | 1:21.573 | N/A      | 15      |
| 16                       | 8   | Romain Grosjean    | Haas-Ferrari              | 1:21.139 | N/A      | N/A      | 16      |
| 17                       | 5   | Sebastian Vettel   | Ferrari                   | 1:21.151 | N/A      | N/A      | 17      |
| 18                       | 99  | Antonio Giovinazzi | Alfa Romeo Racing-Ferrari | 1:21.206 | N/A      | N/A      | 18      |
| 19                       | 63  | George Russell     | Williams-Mercedes         | 1:21.587 | N/A      | N/A      | 19      |
| 20                       | 6   | Nicholas Latifi    | Williams-Mercedes         | 1:21.717 | N/A      | N/A      | 20      |
| Temps del 107%: 1:25.079 |     |                    |                           |          |          |          |         |
| Font:                    |     |                    |                           |          |          |          |         |

### Cursa
| Pos.                                                          | No. | Pilot              | Constructor               | Voltes | Temps       | Graella | Punts |
| ------------------------------------------------------------- | --- | ------------------ | ------------------------- | ------ | ----------- | ------- | ----- |
| 1                                                             | 10  | Pierre Gasly       | AlphaTauri-Honda          | 53     | 1:47:06.056 | 10      | 25    |
| 2                                                             | 55  | Carlos Sainz       | McLaren-Renault           | 53     | +0.415      | 3       | 18    |
| 3                                                             | 18  | Lance Stroll       | Racing Point-BWT Mercedes | 53     | +3.358      | 8       | 15    |
| 4                                                             | 4   | Lando Norris       | McLaren-Renault           | 53     | +6.000      | 6       | 12    |
| 5                                                             | 77  | Valtteri Bottas    | Mercedes                  | 53     | +7.108      | 2       | 10    |
| 6                                                             | 3   | Daniel Ricciardo   | Renault                   | 53     | +8.391      | 7       | 8     |
| 7                                                             | 44  | Lewis Hamilton     | Mercedes                  | 53     | +17.245     | 1       | 71    |
| 8                                                             | 31  | Esteban Ocon       | Renault                   | 53     | +18.691     | 12      | 4     |
| 9                                                             | 26  | Daniil Kvyat       | AlphaTauri-Honda          | 53     | +22.208     | 11      | 2     |
| 10                                                            | 11  | Sergio Pérez       | Racing Point-BWT Mercedes | 53     | +23.224     | 4       | 1     |
| 11                                                            | 6   | Nicholas Latifi    | Williams-Mercedes         | 53     | +32.876     | 20      |       |
| 12                                                            | 8   | Romain Grosjean    | Haas-Ferrari              | 53     | +35.164     | 16      |       |
| 13                                                            | 7   | Kimi Räikkönen     | Alfa Romeo Racing-Ferrari | 53     | +36.312     | 14      |       |
| 14                                                            | 63  | George Russell     | Williams-Mercedes         | 53     | +36.593     | 19      |       |
| 15                                                            | 23  | Alexander Albon    | Red Bull Racing-Honda     | 53     | +37.533     | 9       |       |
| 16                                                            | 99  | Antonio Giovinazzi | Alfa Romeo Racing-Ferrari | 53     | +55.199     | 18      |       |
| –                                                             | 33  | Max Verstappen     | Red Bull Racing-Honda     | 30     | –           | 5       |       |
| –                                                             | 16  | Charles Leclerc    | Ferrari                   | 23     | –           | 13      |       |
| –                                                             | 20  | Kevin Magnussen    | Haas-Ferrari              | 17     | –           | 15      |       |
| –                                                             | 5   | Sebastian Vettel   | Ferrari                   | 6      | –           | 17      |       |
| Volta ràpida: Lewis Hamilton (Mercedes) – 1:22.746 (volta 34) |     |                    |                           |        |             |         |       |
| Font:                                                         |     |                    |                           |        |             |         |       |

Notes
- ^1  – Inclou un punt per la volta ràpida.

## Classificació del campionat després de la cursa
| Pos.  | Pilot           | Punts |
| ----- | --------------- | ----- |
| 1     | Lewis Hamilton  | 164   |
| 2     | Valtteri Bottas | 117   |
| 3     | Max Verstappen  | 110   |
| 4     | Lance Stroll    | 57    |
| 4     | Lando Norris    | 57    |
| Font: |                 |       |

| Pos.  | Constructor               | Punts |
| ----- | ------------------------- | ----- |
| 1     | Mercedes                  | 281   |
| 2     | Red Bull Racing-Honda     | 158   |
| 3     | McLaren-Renault           | 98    |
| 4     | Racing Point-BWT Mercedes | 82    |
| 5     | Renault                   | 71    |
| Font: |                           |       |

- Nota: Només s'inclouen les cinc primeres posicions en les dues classificacions.